# Osmia avosetta
Osmia avosetta är en biart som beskrevs av Warncke 1988. Osmia avosetta ingår i släktet murarbin och familjen buksamlarbin. Inga underarter finns listade.

## Utseende
Ett långsmalt bi med svart grundfärg och gulaktig päls på mellankroppen samt likaledes gulaktiga tvärband på bakkroppen.

## Ekologi
Osmia avosetta är specialiserad på att hämta pollen (som endast används som larvföda) från ärtväxten Onobrychis viciifolia (en esparsettsläkting). Nektar kan emellertid hämtas från fler växter, som strävbladiga växter likt Anchusa (tungor), kransblommiga växter likt salvior, korgblommiga växter som klintar samt andra ärtväxter som vedlar och sötväpplingar.
Som många andra murarbin bygger honan sina bon i marken. De förläggs vanligen på tämligen grunt djup, 1,5 till 5 cm, och varje bo innehåller bara ett fåtal larvceller. Dess uppbyggnad är däremot mera ovanlig: Honan bygger upp boet av bitar av kronblad, som hon biter ur från olika blommor. De klistas sedan ihop till en cigarrformad cylinder bestående av två lager kronblad med ett lager lera emellan. Bona har blivit kända för sin stora färgrikedom. Larvcellerna fylls till ungefär halva volymen med en blandning av pollen och nektar, som tjänar som föda till larven.

## Utbredning
Biet är en ovanlig art som endast har påträffats i Turkiet, Syrien och Iran.